# 1780-е

## Догађаји и трендови
- 1780. — умрла Марија Терезија, хабзбуршка царица.
- 1783. — у Француској су изведени први летови балонима на гас и врући ваздух.
- 1783. — довршио се Амерички рат за независност.
- 1785. — Јосиф II укида кметство у Угарској.
- 1787. — САД су добиле Устав.
- 1787. — ослобођени робови из Лондона основали Фритаун.
- 1788. — Уједињено Краљевство Велике Британије је основало затвореничку колонију у Новом Јужном Велсу, Аустралија.
- 1788. — почео је Дубички рат, задњи велики рат између Хабзбуршке монархије и Османског царства.
- 1789. — падом тамнице Бастиље је започела Француска револуција.
- 1789. — Џорџ Вашингтон изабран за првог председника САД.

## Култура
- 1781. — Имануел Кант је објавио Критику чистог ума.